# Deudorix diopites
Deudorix diopites är en fjärilsart som beskrevs av William Chapman Hewitson 1869. Deudorix diopites ingår i släktet Deudorix och familjen juvelvingar. Inga underarter finns listade i Catalogue of Life.